# Jakab, az Úr testvére
Jakab apostol, az Úr testvére az őskereszténység egyik legfontosabb alakja (Péter, Pál és János apostolok mellett). Az Újszövetségben is fontos szerepet játszik, alakja sokáig fontos maradt az egyház különböző részeiben, nyugaton viszont hamar háttérbe szorult.

## Az Úr testvérei

### Protestáns álláspont
Az evangéliumok több helyen is beszélnek Jézus testvéreiről (fiú és lánytestvéreiről: Mk 6,3; Mt 13,55-56; Jn 7,1-10 stb.), és Pál apostol is említi őket mint vándormisszionáriusokat (1Kor 9,5). A keresztény hagyomány nem egyértelmű annak meghatározásában, hogy a testvér (adelphos illetve adelphé) közvetlen testvéri kapcsolatot vagy távolabbi rokonságot jelent ebben az esetben. Helvidius és Szent Jeromos (Hieronymus) vitájában Jeromos Szűz Mária örökké tartó szüzességét védelmezve az unokatestvéri fok mellett érvel. Ennek ellenére ma az Újszövetség kutatói (köztük a római katolikus J.P. Meier is) elképzelhetőbbnek tartják a közvetlen testvéri kapcsolatot, akár úgy, hogy Jakab és a többi testvér József (Jézus nevelőapja) korábbi házasságából született (ebből indul ki a szintén Mária szüzességét védelmező, korában igen népszerű Jakab prótoevangéliuma is, melynek fiktív szerzője az idős Jakab), akár úgy, hogy Jézus mint elsőszülött után Máriának és Józsefnek születtek további gyermekeik, akik azonban Józsefnek már nem a nevelt gyermekei voltak.

### Katolikus álláspont
A katolikus és az egyéb, apostoli folytonossággal rendelkező bizánci-ortodox egyházak az Istenről szóló alapvető dogmákkal együtt vallották Mária szüzességét Jézus születése előtt, születése közben, és születése után is. Az előbbi kettőt a katolikus egyház egyértelműen Jézus Krisztusról szóló dogmák okvetlen és szükségszerű következményeképpen értelmezi. Mivel a protestáns felekezetek túlnyomó többsége ezt a kérdést csupán három, forráskritikai oldalról (meg van-e pozitíve a Szentírásban említve, vagy nincs megemlítve; felmerült-e ez a kérdés akkor, vagy nem; tulajdonítottak nekik gyakorlati szerepet akkor, vagy nem) kezeli, ezért Mária szerepének gyakorlati szerepet nem tulajdonítanak. Érdekes, hogy maga Mária örökös szüzességét először Helvidius (Kr. u. 4. század) kérdőjelezte meg, Tertullianus (Kr. u. 2. század vége), Órigenész (Kr. u. 3. század eleje), Szent Atanáz (Kr. u. 4. század), Szalamiszi Szent Epifán (Kr. u. 4. század), Nagy Szent Bazil (Kr. u. 4. század), Szent Ágoston (Kr. u. 4. század), Szent Jeromos (Kr. u. 4. század), Alexandriai Szent Cirill (Kr. u. 5. század), Krüzologosz Szent Péter (Kr. u. 5. század) konkrétan ezt a nézetet (ti. az örökös szüzességet) vallotta.
A Szentírás ill. Hegeszipposz alapján biztonsággal levonható azon következtetés, hogy Jézusnak azon rokonai közül három (József, Jakab, Simon), akiket a Mk 6,3, ill. Mt 13,55 megnevez, biztosan nem voltak József és Szűz Mária házasságából született gyerekei. Mk 15,40 és Mt 27,56 egy olyan Máriát nevez meg, akinek fiai József és Jakab; ezt a Máriát az írás továbbá „másik Máriának” nevezi (Mt 27,61, Mt 28,1), aki, mivel az előbbi passzusokban is Mária Magdolnával együtt sorolja fel, megegyezik azzal a Máriával, akit Márk és Máté József és Jakab anyjának nevezett meg. De ezek még jogos, de még tiszta következményt levonva kétes adatok. A Jn 19,25 mutatja meg mind a három Máriát, akik Jézus keresztje előtt állnak: anyját, Szűz Máriát, az ő (unoka)testvérét (egy családban nem szokás két személynek ugyanolyan nevet adni) „Máriát”, aki továbbá Kleofás felesége volt, ill. Mária Magdolnát. A második Mária minden bizonnyal megegyezik azzal a Máriával, akit a szinoptikus evangéliumok „másik Máriának” neveznek.
Hegesippus Töredék Euszébiosz Egyháztörténetében című művében azt írja le, hogy Jakab apostol halála után Kleofásnak a fiát, Simeont választották meg, akit azonban az Üdvözítő második unokatestvérének nevez, amely tökéletesen megegyezik a Mk 6,3 és Mt 13, 55 felsorolásával. József valószínűleg nem tartozott az Úr tanítványai közé, vagy már az apostoli működés meghalt, ezért következtethetjük, hogy Jakab volt az Üdvözítő első unokatestvére volt, miután Simon következett.

## Jakab, az Úr testvére az Újszövetségben
Jakab Jézus feltámadása előtt nem tartozott Jézus tanítványai köréhez (kivéve, ha az Úr testvére Jakabot azonosítjuk az Alfeus fiával, ahogy ezt például Kálvin János is tette). A feltámadás után azonban Krisztus megjelent neki („Eltemették, és - ugyancsak az Írások szerint - feltámadt a harmadik napon, és megjelent Kéfásnak, majd a tizenkettőnek (…). Azután megjelent Jakabnak, majd valamennyi apostolnak” 1Kor 15,4-7). Ettől kezdve ott volt az apostolok körében (ApCsel 1,13-14). Amikor a másik Jakab, a Zebedeus fia (Idősebb Szent Jakab) kivégzése után Péter apostolnak (Szent Péter) menekülnie kellett Jeruzsálemből, Péter már a gyülekezet vezetőjeként üzen neki (ApCsel 12,17). Ott volt az úgynevezett apostoli zsinaton, amely a pogánykeresztények befogadásáról, körülmetélésének szükségtelenségéről döntött, és ő mondta ki a döntő szót (ApCsel 15). Pál apostol szintén beszámol egy vele való találkozásról (Gal 1,19), majd arról, hogy a „tekintélyes” apostolok, köztük Jakab, Péter és János, „akiket oszlopoknak tekintenek”, kezet adtak neki, hitelesítve pogányok között végzett misszióját (Gal 2). Lukács evangélista beszámol arról is, hogy Pál utolsó jeruzsálemi látogatása alkalmával újra találkozott Jakabbal (ApCsel 21). A hagyomány szerint az ő nevéhez fűződik az újszövetségi Jakab levele is.

## Jakab, az Úr testvére halála
Josephus Flavius beszámol arról, hogy Kr. u. 62-ben II. Ananosz (Annás) főpap kivégeztette Jakabot, az Úr testvérét, „törvényszegés” vádjával. Mártírhaláláról az ókeresztény és gnosztikus hagyomány is több ízben és formában beszámol (Hegesippus, Alexandriai Kelemen, Jakab második apokalipszise).

## Jakab, az „Igaz”
Több (zsidó)keresztény és gnosztikus hagyomány is említi Jakabot, az Úr testvérét „az Igaz” melléknévvel. A legismertebb Hegesippus legendás elemekkel átszőtt beszámolója, ami egyenesen aszketikus és főpapi vonásokkal ruházza fel Jakabot, akinek kiemelkedő „igazságát” a zsidók is csodálták.

## Jakab a gnosztikus irodalomban
Több gnosztikus irat is Jakab nevét viseli, így Jakab két apokalipszise és egy Jakab levele címet viselő irat (mindegyik a Nag Hammadi-könyvtár része). Ezekben Jakab különleges kinyilatkoztatás, ismeret (gnózis) hordozója.

## Jakab a zsidókereszténységben
Az ebionita zsidókereszténységhez köthető Pszeudo-Kelemeni iratokban Jakab vezető tekintélye különlegesen is hangsúlyos. Más források alapján is elmondható, hogy az Úr testvére feltehetően nagy tekintélynek örvendett egyes zsidókeresztény körökben, nem utolsósorban azért, mert ő számított Jeruzsálem első (későbbi értelemben vett) püspökének.

## Szent Jakab liturgiája - az Úr testvére a keleti egyházban
Az ortodox egyházban a mai napig (ha ritkán is) gyakorolt „Szent Liturgia” Jakab, az Úr testvére nevéhez fűződik. Ezt tartják a legősibbnek, mely sokáig e legelterjedtebb volt a Jeruzsálemi Patriarchátus területén. Történetileg a ma ismert liturgia aligha köthető az Úr testvéréhez, ám ez is jelzi Jakab kiemelt fontosságát a régi keleti egyházrészben.

## Jakab osszáriuma
2002-ben találtak (illetve nyilvánosságra hoztak) egy osszáriumot, „Jakab, József fia, Jézus testvére” arámi nyelvű felirattal. Noha több szaktudós is lelkesen fogadta a leletet, többen vitatják a hitelességét, egyfelől bizonytalan eredete miatt (nem ásatáson került elő, hanem a műkincskereskedelem bizonytalan csatornáin), de még ettől függetlenül sem lehetne egyértelműen Jézus „létezésének” régészeti bizonyítékának tekinteni; sem pedig Jakab és Jézus rokonsági fokával kapcsolatos bizonyítéknak.